# Amanikhatashan

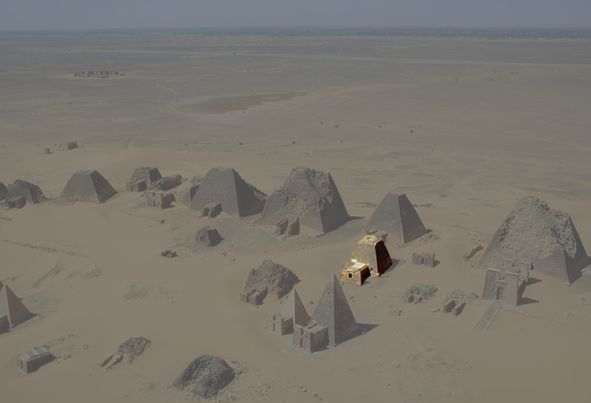
Pyramide N18 der Amanikhatashan ist hervorgehoben

Amanikhatashan war eine nubische Königin, die wohl im ersten oder zweiten nachchristlichen Jahrhundert regierte.

## Belege
Sie ist die letzte bekannte Person auf dem nubischen Thron, dessen Eigenname in ägyptischen Hieroglyphen geschrieben wurde. Die folgenden Könige schreiben nur noch ihren Thronnamen auf ägyptisch, während der Eigenname in meroitischen Hieroglyphen geschrieben wird.
Sie ist bisher nur durch ihre Pyramide Beg N18 in Meroe bekannt. Dort erscheint ihr Name auf der Südwand der Pyramidenkapelle.